# 의지와 표상으로서의 세계
《의지와 표상으로서의 세계》(독일어: Die Welt als Wille und Vorstellung)는 19세기 독일의 철학자 아르투어 쇼펜하우어의 철학 주저다. 독일 관념론의 한 전제에서 출발하면서도 '이성'에 완전히 등을 돌려버린 쇼펜하우어의 철학은 그가 자신을 가졌음에도 불구하고 당시의 강단철학(講壇哲學)으로부터 전적으로 무시당했는데 이 책의 부록격인 《여록과 보유》(한국에서 인생론이라 알려진 책)를 통해 '선각자(先覺者)'로서 재평가를 받기에 이르렀다.

## 내용
"세계는 나의 표상이다"라는 명제로 시작되는데, 인식론적으로는 칸트의 주관주의를 계승한다. 사물은 그것이 우리에게 현상(現象)하는 한에서만 인식된다. 때문에 "세계는 나의 표상이다"라는 것 이상으로 확실한 진리는 없으며, 이러한 관점에서 칸트의 인식론을 단순화하여 여러 가지 인식 형식을 오직 한가지 인과율(因果律)의 범주로 환원하였다. 모두 인식할 수 있는 것은 현상이요, 그 현상은 시간과 공간 속에 있어 인과율에 지배되는 것이다. 그러나 세계는 거기에 머물지 않는다. 무엇인가 본질적인 것, 현상 이상인 것이 있지 않으면 안 된다. 그렇지 않으면 세계는 꿈이나 환상과 같이 알맹이 없는 것이 되고 만다. 이 본질의 인식은 우리들의 신체를 통하여 비로소 가능하다. 결국 우리들은 한편으로 인식의 주관(主觀)이지만 동시에 다른 한편으로 하나의 수수께끼를 가지는 것이며 의지를 가지는 것이다. 그러나 의지와 신체 관계는 인과적인 것이 아니라 동일적인 것이며, 따라서 신체는 의지의 객관태(客觀態), 즉 객관화된 의지이다. 이것은 모든 존재에 적용된다. 인간의 의지와 자연의 곳곳에서 힘으로 작용하고 있는 것은 외견상으로는 아무리 다르다고 하더라도 원리적으로는 같은 것이다. 그러나 이러한 의지는 원인도 없고 목적도 없다.
의지의 개별적인 작용에는 원인과 목적이 있다고 할지라도 근원적인 의지는 인과율의 밖에 선 '존재에의 무의식적 충동'이며 '살려고 하는 의지'이다. 그러므로 만약 우리들이 마음의 편안함을 얻으려고 한다면 이러한 의지에서 자유로워져 이데아를 관조(觀照)해야 하는데, 이것은 미적 태도의 본질로 예술적 및 철학적 천재만이 할 수 있다. 쇼펜하우어는 예술 중에서도 특히 음악을 높이 평가하였으나 이 미적 해탈(解脫)은 아직도 시간 제약을 받아서 불충분한 것이다. 세계는 근원적으로 악(惡)이기 때문에 어떠한 노력으로써도 향락은 얻을 수 없다고 하는 염세적인 체념과, 모든 물질은 근본에 있어서 하나라고 하는 긍정으로부터 자기를 해방하는 열반(涅槃)의 경지에서 비로소 참다운 마음의 평정을 얻을 수 있는 것이다. 그가 서양 사상보다 인도철학(우파니샤드)와 불교를 긍정적으로 본 것은 자신의 이러한 생각과 유사성을 갖기 때문이다.

## 주요 개념

### 의지
쇼펜하우어에게 있어서 "의지"(독일어: Wille)란 개념은, 일반적인 의미의 뜻뿐만이 아니라, 인간의 다른 맹목적인 감성인, "욕망", "갈구함", "추구", "노력", "고집"까지 포괄하는 개념이다.

### 표상
"표상"(독일어: Vorstellung) 이란 단어는, 영국 경험주의-칸트 등이 쓰고 있는 용어로서, 마음 밖에 있는 어떤 물체나 대상에 대해 가지는 심상(Sensory Image)을 표현하는 말이다. 표상에는 신체가 포함된다. 쇼펜하우어는 사람마다 가진 자기 자신의 몸을 "직접적 대상" 이라고 불렀는데, 이는 뇌가 마음이 깃든 자리이기 때문이다.
쇼펜하우어는 생의 의지를 부정하여 인식을 최대한으로 높이는 삶을 영위하라고 충고했다.